# قانون ساتون
قانون ساتون (بالإنجليزية: Sutton's law)‏ هو عبارة عن أنه عند التشخيص يجب على المرء أولاً أن يأخذ بعين الاعتبار ما هو جلي. يقترح ساتون على أنه يجب أولا على الشخص إجراء تلك الاختبارات التي تؤكد (أو استبعاد) التشخيص الأكثر احتمالا. يُدرس هذا التشخيص في كليات الطب وتقترح على الطلاب أن يطلبون اختبارات أفضل في هذا التسلسل والتي من المرجح أنها قد تؤدي إلى تشخيص سريع، وتاليا العلاج، مع تقليل التكاليف غير الضرورية. يُطبق ذلك أيضًا في الصيدلة، فعندما يُختار دواء لعلاج مرض معين، فأنت حتما تريد أن يصل هذا الدواء إلى منطقة المرض. وهذه الطريقة قابلة أيضا للتطبيق على أي عملية تشخيص، مثل تصحيح برامج الكمبيوتر يوفر التشخيص بمساعدة الكمبيوتر منهد احصائي وكمي.
سيأخذ التحليل الأكثر دقة في عين الاعتبار المعدل الإيجابي الكاذب للاختبار، ولكن هناك احتمالية أن يكون التشخيص الأقل احتمالًا له عواقب أكثر خطورة، ولكن المبدأ المنافس هو ان فكرة إجراء اختبارات بسيطة قبل اختبارات أكثر تعقيدًا ومكلفة والانتقال من الاختبارات بجوار السرير إلى نتائج الدم والتصوير البسيط مثل الموجات فوق الصوتية ثم أكثر تعقيدًا مثل التصوير بالرنين المغناطيسي ثم التصوير التخصصي. يمكن تطبيق القانون أيضًا في تحديد أولويات الاختبارات عندما تكون الموارد محدودة، لذلك يجب إجراء الاختبار لحالة قابلة للعلاج قبل ان يجرى على حالة محتملة بنفس القدر ولكن احتمالية شفاؤها أقل.
سُمي هذا القانون نسبة إلى سارق البنك ويلي ساتون، الذي رد على استفسار من أحد الصحفيين حول سرقة البنوك بقوله «لأن هذا هو المكان الذي يوجد فيه المال». في كتاب ساتون لعام 1976 الذي يحمل اسم (حيث كان المال)، نفى ساتون الكلام السابق ذاك.